# ボンゴ

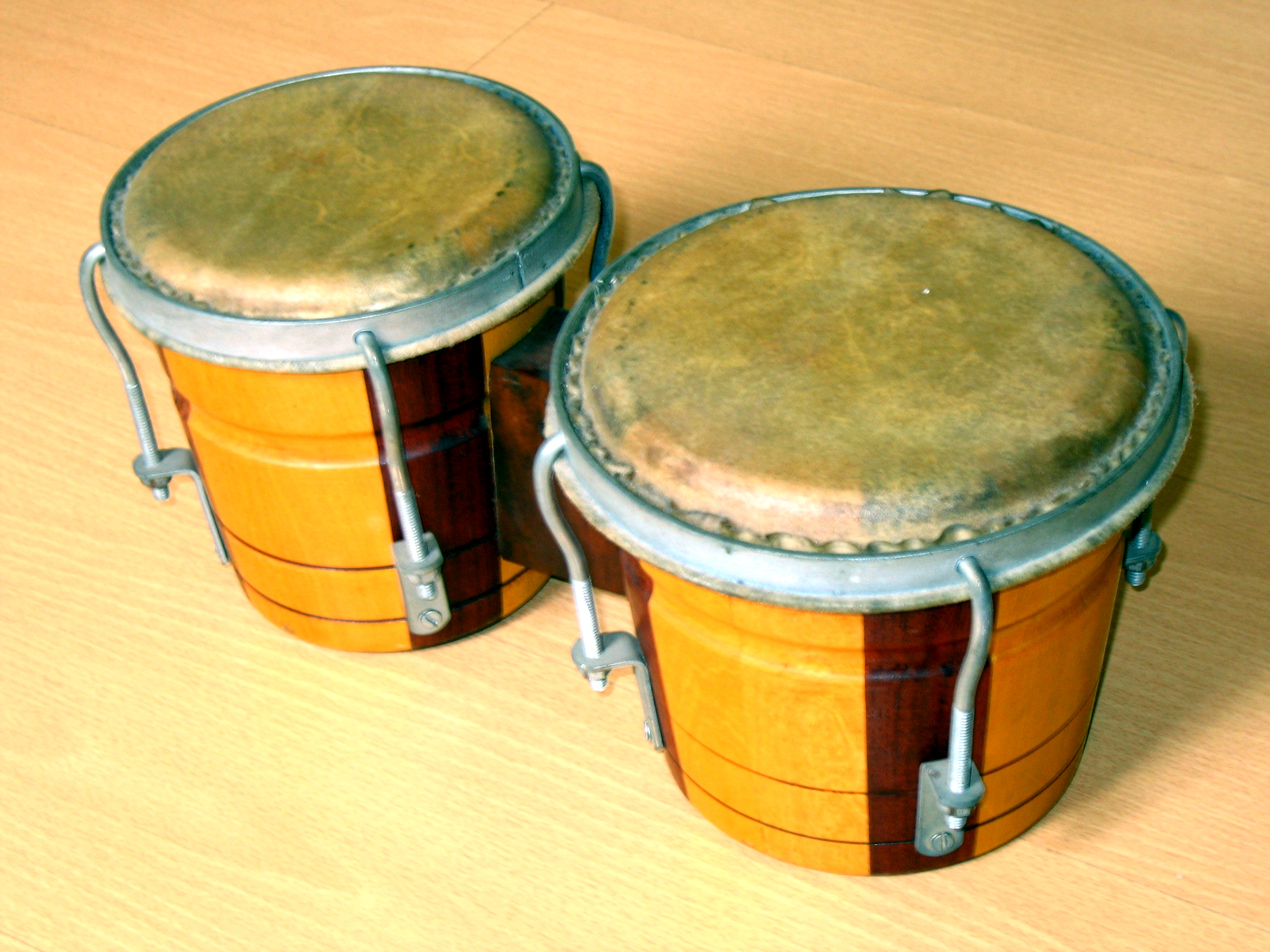
ボンゴ

ボンゴ（bongo、bongos、bongo drums）は、打楽器（膜鳴楽器）の一種で、小型の片面太鼓のこと。必須条件ではないが、多くは深さが同じで口径の異なる大小2つの太鼓が連結されている。

## 概要
元来キューバの民族楽器でラテン音楽に重用されているが、同じくキューバの民族楽器であるコンガやティンバレスなどと同様に、現在では多くのポピュラー音楽でそのサウンドを確認することができる。
多くのボンゴは２つの大小の太鼓が連結されており、口径の小さい方がマッチョ（macho、スペイン語で男性の意）、大きい方がエンブラ（hembra、スペイン語で女性の意）と呼ばれる。
演奏者や演奏されるジャンルにもよるが、マッチョはエンブラに比べて非常に高音にチューニングされることが一般的である。
英語ではボンゴ全体をbongosやbongo drumsと複数形で示し、マッチョはsmall bongo、エンブラはlarge bongoと単数で示す。一台のボンゴをペアと数える場合がある。
少数ではあるが、一個の太鼓によるボンゴがある。後述のLP社では３つの太鼓を連結したボンゴも製造している。

## 奏法
伝統的な演奏スタイルは椅子に座りエンブラを利き手側に股に挟んで素手で演奏する。座奏立奏ともにスタンドを用いて演奏することもできる。コンガやドラムセットなど他の楽器に組み込んでの演奏も一般的である。
また、素手ではなくスティック(桴)を用いての演奏もしばしば行われる。スティックを用いると、素手で演奏するときと異なる音色を得ることができる。
コンガと同様に頑丈であるためシェルをスティックで叩いて音を出すこともできる。
サルサプレーヤーがボンゴを床に落として演奏できるように強化された鋼鉄のベアリングエッジやポリアミド繊維を使い鉄より強度を上げたボンゴもLP（Latin Percussion / ラテンパーカッション）社によって作られている。
なお、サルサなどのラテン音楽では、ボンゴ奏者は曲の盛り上がりによりカンパナ(campana)と呼ばれるカウベルに持ち替えてリズムを牽引することもある。

## 材質
伝統的なボンゴは木製の胴（シェル）に皮のヘッドが張られている。初期のボンゴはヘッドが胴に直接固定されておりピッチ調整をする場合はSternoなどの固形燃料ストーブで熱して行っていたが、ピッチをラグとナットで調整できるようになり、ナットをレンチで回転させるだけでピッチ調整ができる。入門機種では初期のボンゴと同じように調整要素がない。また、ラグではなく通常のドラムと同じテンションを用い、胴も直線の物をソナー社(Sonor)が製作している。この場合、レンチではなくドラムのチューニングキーでピッチを調整する。
LP社は自社の木製ボンゴである「LP Galaxy Giovanni シリーズ・ウッドボンゴ」を「最高の木製ボンゴです」としている。皮製のヘッドで上位機種の物は「選別された生皮成形のヘッド」と区別している。
ヘッドの材質は皮以外にもプラスチック製の物もあり、LP社やエヴァンズ、レモなどから販売されている。ファイバーグラスを使った胴もある。さらにLP社はケブラー（ポリアミド繊維）の胴を製造しており「地元のクラブや最大のアリーナやスタジアムでのプレーの厳しさに耐えるための最大の強度と耐久性を提供します」としている。また「鉄の２倍の強度を持たせています」ともしている。

### スタンド
立奏やドラムセットなどに組み込む場合はスタンドを使用する。座奏でも足に挟まずにスタンドを使う場合がある。伝統的なスタンドはボンゴの左右をつなぐ「センターブロック」と呼ばれる部分に穴を開けてスタンドを固定する。一部のボンゴでは既にセンターブロックに穴が開けられており、ボルトで蓋がされているものもある。
穴を開けないで固定する方法は複数あり、万力のように金具で固定する物がある。また、下部にバーが有り、ボンゴを乗せて固定するタイプのものもある。LP社は「カムロック・テンション・システム」と呼ばれるナイロンの帯でセンターブロックを固定するスタンドを作っており、従来の固定方法と比べると少ない手間で脱着が可能である。また、同社の特許でもある。
ドラムスローンに固定するスタンドもLP社により販売されている。床のスペースが節約でき、ステージ上での見た目もスッキリする利点がある。

## 有名な奏者
- カウント・オジー
- ジャック・コンスタンツォ
- ジョニー・ロドリゲス
- インクレディブル・ボンゴ・バンド
- ロベルト・ロエーナ
- ポンシー・ポンセ
- マルティロ・パターン
- チャイーノ
- リチャード・P・ファインマン - 科学者として有名だが、それを伏せて演奏を行いパリで行われたバレエの国際コンテストで2等を取っている。

## ボンゴを製造しているメーカー
- ソナー
- パール楽器製造
- LP（Latin Percussion / ラテンパーカッション）（英語版）
- レモ